# سي إس-4 (لغة برمجة)
سي إس-4 (بالإنجليزيّة:CS-4)،  هي لغة برمجة وَواجهة نظام تشغيل. طورت في بدايات السبعينيّات في شركة إنترمتريكس في كامبريدج، ماساتشوستس. أصدر أول دليل لها في ديسمبر 1973, وكان عنوانه «CS-4 Language Reference Manual and Operating System Interface». حوى توثيقها ثلاثة أقسام هي: «سي إس-4، إمكانيّات اللّغة الأساسيّة»، «سي إس-4، واجهة نظام تشغيل»، «نظرة عامّة على كامل إمكانيّات لغة سي إس-4».

## تاريخها
يُعرف القليل عن لغة سي إس-4، لكنّها طوِّرَت لِـبحرية الولايات المتحدة في السبعينيَّات، وَكانت مشرع بحث جارٍ بهدف الاستمرار في دراسة تقنيّات الاختزال وقابليّة التمدّد لتطوير متطلّبات اللُّغة لتكون بسيطة وَعمليّة. وثّقت اللُّغة لأوّل مَرَّة في عام 1973 من قِبَل ميلر وآخرين، وَنُقِّحت في عام 1975 لتسمح بِـ«اختزال البيانات وَتَسْهِيْلات أخرى أكثر قوّة».

## لغات تأثرت بها
- براكسس (لغة برمجة)، تُشير بوضوح إلى سي إس-4 كسلفٍ لها.[3]